# Fridolina Rolfö
Fridolina Rolfö (Kungsbacka, 24 novembre 1993) è una calciatrice svedese, esterno del Manchester United e della nazionale svedese.

## Carriera

### Club

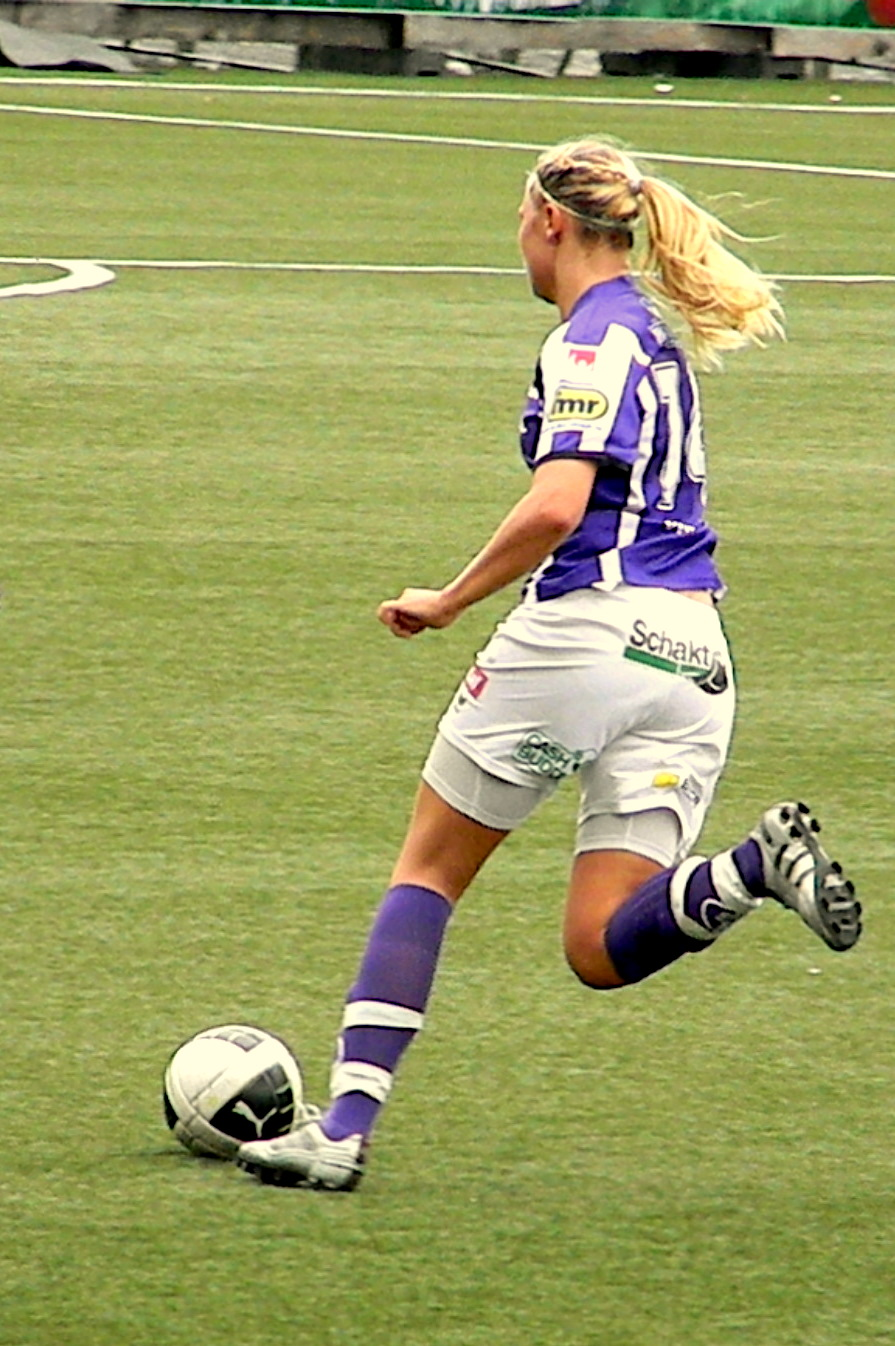
Rolfö con la maglia dell' nel 2011.

Rolfö inizia la sua carriera sportiva tesserandosi per la IFK Fjärås, società polisportiva con sede a Fjärås, piccolo centro del Comune di Kungsbacka, nella Contea di Halland, dove è nata e risiede, giocando nelle formazioni giovanili di calcio fino al 2008. A 15 anni si trasferisce alla polisportiva Tölö IF dove fa il suo esordio nel girone Söderettan della Division 1, terzo livello della struttura del campionato svedese femminile di calcio. Rolfö gioca nella formazione di calcio femminile del Tölö per tre stagioni, lasciando la squadra al termine del 2010.
Grazie alle sue prestazioni nelle serie inferiori attira su di sé le attenzioni degli osservatori delle società più quotate e prima dell'inizio del campionato 2011 viene contattata dalla dirigenza del Jitex che le offre l'opportunità per giocare in Damallsvenskan, livello massimo del campionato svedese. Veste la casacca viola e bianca della squadra di Mölndal per tre stagioni, siglando 16 reti su 59 incontri disputati, contribuendo alla salvezza della società e riuscendo, nell'edizione 2012, a raggiungere le semifinali di Svenska Cupen damer.
Nel 2014 viene contattata dalla dirigenza del Linköpings che le offre l'opportunità di continuare a giocare in Damallsvenskan in una formazione più competitiva, contribuendo al suo primo anno il raggiungimento della quarta posizione in classifica e alla conquista della quarta Svenska Cupen della società. Pur non avendo ottenuto un posto utile per accedere ai tornei UEFA, data la precaria situazione economica del Tyresö che non consente alla società di iscriversi alla Champions League, la squadra rileva il suo posto rappresentando la Svezia accanto al primo classificato Rosengård. Rolfö ha così l'occasione di debuttare in un torneo internazionale per club il 16 ottobre 2014, nella partita vinta per 3-0 sulle inglesi del Liverpool valida per i sedicesimi di finale dell'edizione 2014-2015, dove sigla la tripletta vincente.
Sul finire del 2016 ha firmato un contratto con il Bayern Monaco, lasciando per la prima volta il campionato svedese e approdando nella Frauen-Bundesliga a partire dal 1º gennaio 2017. Dopo due stagioni con la squadra di Monaco di Baviera, dove ottiene come migliori risultati un triplo secondo posto nei campionati 2016-2017, 2017-2018 e 2018-2019, la finale di DFB-Pokal der Frauen 2017-2018, persa con il Wolfsburg, e le seminfinali di UEFA Women's Champions League 2018-2019, eliminata dal Barcellona, decide di trasferirsi alle campionesse di Germania in carica del Wolfsburg, congedandosi con un tabellino personale di 18 reti su 40 incontri di campionato.

### Nazionale
Grazie alle sue prestazioni in campionato, Rolfö viene convocata nella nazionale svedese under 17 ed inserita nella rosa della formazione impegnata nel primo turno di qualificazione all'edizione 2010 del campionato europeo di categoria. Fa il suo debutto il 15 settembre 2009, nella partita nella quale la Svezia si impone per un rotondo 8-0 sulle pari età della Lettonia. Con la maglia dell'under 17 nelle competizioni scenderà in campo complessivamente 17 volte e andando a segno 7 volte, rispettivamente 6 e 2 nelle sole competizioni UEFA.
Nel 2011 il selezionatore della under 19 la chiama nella formazione che rappresenta la Svezia all'edizione 2011 del campionato europeo di categoria. La squadra riesce a superare la prima fase di qualificazione ma non la seconda dove, inserita nel Gruppo 5 deve accontentarsi del 2º posto dietro le pari età della Svizzera.
Raggiunti i limiti d'età passa alla giovanile under 23.
Nel 2014 Pia Sundhage la chiama nella nazionale maggiore, nella formazione che il 3 agosto 2014 affronta l'Inghilterra in amichevole. In seguito la inserisce nella rosa della squadra impegnata nelle fasi preliminari all'Europeo 2017 dove fa il suo debutto il 22 settembre rilevando all'83' Sofia Jakobsson nella partita vinta per 3-0 sulla Polonia.

## Palmarès

### Club

#### Competizioni nazionali
- Coppa di Svezia: 2

Linköping: 2013-2014, 2014-2015
- Campionato svedese: 1

Linköping: 2016
- Campionato tedesco: 1

Wolfsburg: 2019-2020
- Coppa di Germania: 1

Wolfsburg: 2019-2020
- Campionato spagnolo: 4

Barcellona: 2021-2022, 2022-2023, 2023-2024, 2024-2025
- Coppa della Regina: 2

Barcellona: 2021-2022, 2023-2024
- Supercoppa spagnola: 3

Barcellona: 2022, 2023, 2025

#### Competizioni internazionali
- UEFA Women's Champions League: 2

Barcellona: 2022-2023, 2023-2024

### Nazionale
- Campionato d'Europa under 19: 1

2012
- Argento olimpico: 2

Rio de Janeiro 2016
Tokyo 2020
- Algarve Cup: 1

2018 (condiviso con i Paesi Bassi)